# Haus Rath (Krefeld)

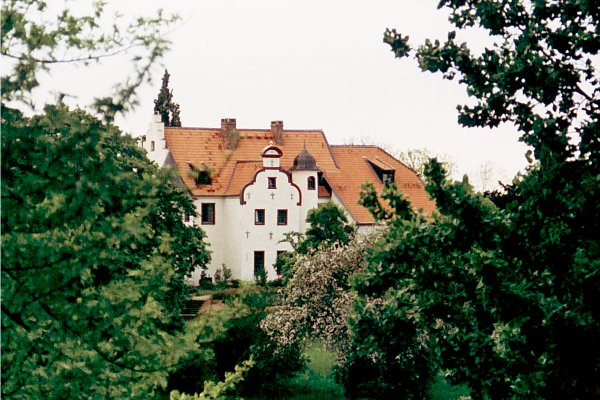
Haus Rath (Anfang der 1990er Jahre)

Haus Rath ist eine mittelalterliche Burganlage im Krefelder Stadtteil Elfrath (Alte Rather Straße 205–219) und das älteste erhaltene profane Gebäude im Stadtgebiet.

## Geschichte

### Die Hohe Straße
Möglicherweise existierte schon in vorgeschichtlicher Zeit in einigem Abstand zum Rhein ein befestigter Weg in Nord-Süd-Richtung. Als der Rhein noch nicht durch Deiche befestigt war, wurden Wiesen und Auen bei Hochwasser kilometerweit überschwemmt. Die „Hohe Straße“, welche von Köln über Moers bis nach Geldern reichte, lag allerdings so hoch, dass sie bei Hochwasser nicht überflutet wurde und daher ganzjährig passierbar blieb. Sie war eine bedeutende und wichtige Handelsroute des Mittelalters. Im Bereich des Hauses Rath führt die „Hohe Straße“ von der Geismühle in Oppum über Glindholz und Bockum weiter nach Moers. Lehnsherren der Gegend waren die Grafen von Moers und die Erzbischöfe von Köln. Beide hatten ein großes Interesse an der Überwachung des Weges und der Erhebung von Zehnten.
Der Krefelder Archäologe Dr. Christoph Reichmann vom Museumszentrum Burg Linn klärte 1990 den Verlauf der mittelalterlichen Straße. Haus Rath steht mitten auf einer Furt der „Hohe Straße“ durch einen Bach, welcher den Burggraben einst auch mit Wasser gespeist haben könnte, heute jedoch nicht mehr existiert. Die Straße verlief weiter nur wenige Meter westlich der heutigen Werner-Voss-Straße.

### Namensherkunft
Im 10. und 11. Jahrhundert kamen Siedler von Süden hierher und machten das Land durch Rodung urbar. Der Name „Rath“ lässt sich vom Verb „roden“ ableiten. Man kann davon ausgehen, das der Ort an welchem sich Haus Rath befindet, gewissermaßen als Zentrum des Rodungshandwerkes von Bedeutung gewesen ist. Lehensnehmer des festen Hauses waren die „Ritter von Rode“, in vielen Schriften auch bekannt als „Raede“, „Rade“, „Rayde“, „Roede“, „Roide“, „Royde“ oder „Ryde“ aus welchem später „Rath“ wurde.

### Honschaft Rath
Haus Rath war der Namensgeber der Honschaft Rath, welche um die Burg herum entstand. Die Honschaft Rath gehörte zum Amt Uerdingen, Pfarrort war jedoch bis 1843 Bockum. Bockum war auch für die Nachbarhonschaften Verberg und Vennikel zuständig in kirchlichen Belangen.

### Haus Rath
Haus Rath besteht aus einer gewachsenen Einrichtung mit einer ehemals befestigten Turmhügelburg (Motte) auf einem von Wassergräben umringten Hügel. Ursprünglich bestand Haus Rath nur aus einem dreigeschossigen Wohnturm mit einer Höhe von 12,80 m, welcher einen quadratischen Grundriss von 9,30 m hatte. Das Fundament im Keller hat eine Wandstärke von durchschnittlich 2,25 m, im Obergeschoss sind es noch 1,50 m. Der Turm konnte nur von außen über eine Treppe oder eine Leiter betreten werden, er besaß keine Tür im Erdgeschoss. Das Dachgeschoss war mit Zinnen versehen um im Fall eines Angriffes den Verteidigern Deckung zu bieten.
Über die Besitzverhältnisse in der Zeit um die Errichtung des Turmes wird viel spekuliert. Die Errichtung der Motte und der ersten Befestigungsanlagen wird auf etwa um 1200 datiert. Als Baumaterial für den Wohnturm diente Basalt sowie Tuff- und Trachytquader aus der Eifel bzw. aus der Umgebung des Drachenfels im Siebengebirge. Die Wände im Kellergeschoss haben eine Stärke von 2,20 m. Wie der Wohnturm sind auch sie aus Basaltblöcken gemauert. Die Ecken sind mit Quadern aus Trachyt verklammert. Die gleiche Technik wurde auch beim Neubau der weiter östlich gelegenen rechtsrheinischen Kaiserpfalz im heutigen Kaiserswerth bei Düsseldorf angewandt, welche gegen 1184 aus dem gleichen Material errichtet wurde. Für einen vergleichsweise kleinen Rittersitz wie Haus Rath ist dies etwas ungewöhnlich, da die Beziehungen damals üblicherweise nicht besonders weit reichten. Es wird angenommen, dass es eine Verbindung zur Kaiserswerther Kaiserpfalz gegeben haben muss. Weiterhin wird vermutet, dass es einen Zusammenhang zwischen Haus Rath mit den Beziehungen eines Arnold von Rode und Kaiser Friedrich Barbarossa I. in der Zeit um 1174 gibt. Es wird angenommen, dass dieser Arnold ein Vorfahre Heinrichs von Rode und Gründer von Haus Rath gewesen ist. Haus Rath wird das erste Mal 1246 in einer Urkunde des Grafen von Geldern erwähnt. Unterzeichner waren die Ritter und Brüder Heinrich und Bruno von Rode, als Zeuge siegelte Graf Dietrich III. von Moers. Kurz nach der Errichtung von Haus Rath wurde auch das sich in Sichtweite dazu befindliche Haus Traar errichtet. Der letzte Hausherr in Traar, Albert von Are, war mit Aleidis von Rode verheiratet. 1262 wurde Heinrich von Rode erneut mit Haus Rath in einer Urkunde in Verbindung gebracht. Durch viele weitere Dokumente aus der Zeit Heinrichs wird ersichtlich, dass die Herren von Rode keine unbedeutende Rolle in der Gegend gespielt haben. Haus Rath könnte als Außenposten der Kaiserpfalz errichtet worden sein. Dafür spricht, dass das Wappen derer von Rode, welches im bruchstückhaften Siegel auf der Urkunde von 1262 zu erkennen ist, bereits ein quer gehälftetes Schild darstellt, welches wiederum im oberen Teil einen halben Doppeladler zeigt, während die untere Hälfte gerautet ist. Hier stellt sich die Frage, ob der Doppeladler in einem Zusammenhang mit dem Doppeladler-Siegel der Reichsstadt Kaiserswerth steht. Kaiser Friedrich II. war zu dieser Zeit Stadtherr von Kaiserswerth. Eine solche Verbindung derer von Rode zum Reich würde bedeuten, dass die Herren von Rode ein Reichsamt ausgeübt haben und als Ministeriale direkt dem Kaiser unterstellt waren.
Aus dem Jahr 1365 ist ein Lehnsbrief erhalten, welcher die Anlage als Gut „the Rade mit Hues end Vesten“ benennt. In späteren Belehnungen wird Haus Rath als „Burg Rath mit Wäldern, Sümpfen und Zehnten sowie Zubehör im Amt Uerdingen“ aufgeführt.
Mitte des 14. Jahrhunderts wurde am Wohnturm ein Palas angebaut. Teile der westlichen Wand sind heute bis zu einer Höhe von etwa 4,50 m erhalten. Daran angesetzt wurden zwei quadratische Türme, welche um 1500 durch die heute noch erhaltenen Rundtürme ersetzt wurden.
Im 15. Jahrhundert wechselte die Burg durch die Heirat von Agnes von Rode mit Friedrich von Hüls in den Besitz der Ritter von Hüls. Lehensherren waren im 16. Jahrhundert gemeinsam die Grafen von Moers und das Erzstift Köln.
Der Lehensbesitz berechtigte zur Teilnahme am kurkölnischen Landtag. 1669 befand eine Kommission bei der Überprüfung des Status des Hauses, dass es aufgrund seiner Ausstattung „mit einem alten viereckigen Turm aus Basalt und Tuffstein, der nur von außen zu besteigen ist“; „mit zwei anderen Türmen und einer Ringmauer, die eine halbe Mannshöhe aus der Erde hervorragt“; „mit Gräben und Zugbrücke“ sowie „vorgewiesener Briefschaften und Urkunden“ als Adelssitz anzuerkennen sei. Der damalige Besitzer von Haus Rath war Johann Albert von Loen. Die Vermessung wurde durch den Landvermesser Hermann Wiegels durchgeführt und ergab eine nutzbare Landfläche von 104 Morgen.
Weitere Eigentümer waren in der Folge:
- 1669: Johann Albert von Loen
- 1706: Johann Werner von Loen
- 1748: Josef von Taufkirchen (Ehefrau Maria Theresia, Tochter von Johann Werner von Loen)
- 1761: Johann Ludwig von Kleist (Ehefrau Amalia, Tochter des Josef von Taufkirchen)
- 1779: Clemens August von Kleist
- 1798: Friedrich August von Kleist
- ?: Freiherr  August von Kleist
- 1840: Balthasar Kleyn und Alexander Bertram Peters[8]

Zwischen dem 17. und 18. Jahrhundert wurden nördlich und südlich der Hauptburg zwei weitere Flügel angefügt. Sie dienten als Wirtschaftsgebäude.
Im 18. Jahrhundert wurde östlich des Palas ein weiterer Anbau hinzugefügt. 1762 benennt eine Urkunde das Lehen als „Haus Rath, samt Graben, Vorhof, Stallung und Brauhaus, Garten und Baumgarten sowie Ackerland“.
Zu Beginn des 19. Jahrhunderts wurde östlich des alten Wohnturms ein weiterer Flügel angesetzt.
Im Jahr 1844 erwirbt Karl-Josef Henoumont die Burg. Die Familie Henoumont ist bereits seit 1812 auch im Besitz von Haus Traar.
Haus Rath blieb in seiner nun bereits mehr als 800 Jahre andauernden Geschichte von der Zerstörung durch Kriege weitestgehend verschont. Die gesamte Anlage hätte einer ernsthaften militärischen Auseinandersetzung zudem auch kaum standgehalten. Auch wenn die baulichen und architektonischen Gegebenheiten eine typische Burganlage erkennen lassen, so fehlten doch ausreichende Verteidigungsanlagen. Außer dem standhaften Wohn- und Wehrturm sowie dem Burggraben, welcher wahrscheinlich später noch nicht einmal mehr Wasser geführt hatte, gab es um die Burg herum in wenigen Metern Abstand zum Burggraben lediglich eine Art Landwehr in Form eines kleinen Erdwalles mit einer niedrigen Mauer.
In den 1930er Jahren bewohnte Max Winkelmann die Burg. Im Ersten Weltkrieg war er als Major in Polen stationiert und hatte sich auf Haus Rath zur Ruhe gesetzt. Sein Sohn Rudolf bewirtschaftete die umliegenden Felder.
In den 1970er und 1980er Jahren wurde Haus Rath unter anderem von einer Wohngemeinschaft bewohnt, welche der autonomen-alternativen Szene zugeordnet werden kann. Die Bewohner veranstalteten jährlich zusammen mit der „Bürgerinitiative keine Atomkraft“ (kurz „BinkA“) ein Sommerfest auf der Burg, bei welchem sie über ihre Aktivitäten gegen Atomkraft, für die Friedensbewegung und anderen Aktionen aufmerksam machten. Dieses Fest nannte sich „Binka-Fest“ und war vor allem bei den Kindern der Nachbarschaft sehr beliebt, da auch für sie sehr viel geboten wurde. „Binka“ war auch der Name des Hofhundes, eine Schäferhündin.
Unter den damaligen Bewohnern befand sich auch der Krefelder Künstler und bekannte Comiczeichner Jari Banas.
Der Burghügel diente in Wintern mit Schneetagen als Rodelbahn. Dies wurde von den Burgbewohnern geduldet und war bei den Kindern aus der Umgebung sehr beliebt.
Haus Rath war bis in die 1970er Jahre ein bäuerlicher Hof. Noch bis kurz vor der Sanierung 1988 wurden die nördlichen Stallungen in der Vorburg für Rinder genutzt.
Bis Mitte der 1980er Jahre verfiel die Burg zunehmend. Die Eigentümer konnten die dringend notwendigen Sanierungs- und Erhaltungsmaßnahmen nicht durchführen, da es ihre finanziellen Mittel bei weitem überstieg. Gegen Ende der 1980er Jahre stand die Burg dann zunächst leer und wurde durch Vandalismus noch weiter in Mitleidenschaft gezogen. Zuletzt konnte die Burg für den symbolischen Wert von 1 DM erworben werden und fand dennoch lange keinen Käufer.
Zwischen 1988 und 1991 wurde die gesamte Anlage von einem Bauträger mit Landeszuschüssen saniert und in mehrere Wohneinheiten aufgeteilt. Bei der Entkernung wurden durch Dr. Reichmann zahlreiche archäologische Untersuchungen durchgeführt.
Seit 2017 Natur- & Obstwiesen an Haus Rath.
Seit 2017 folgte neben einer Bepflanzung entlang der Bahnstrecke Krefeld-Elfrath die Pflanzung der Obstwiesen um Haus Rath.

## Elfrath
Der Name des heutigen Krefelder Stadtteils Elfrath leitet sich vom „Elfrathshof“ ab, welcher in der direkten Nachbarschaft zur Burg existierte. Elfrath war bis nach dem Zweiten Weltkrieg nicht mehr als eine Flurbezeichnung. Der heutige Stadtteil entwickelte sich erst in den 1960er Jahren.

## Alte Eibe
Auf dem Burghügel befindet sich der älteste Baum auf Krefelder Stadtgebiet, eine über 800 Jahre alte Eibe. Der Baum ist als Naturdenkmal geschützt. Die Straße Zur Eibe in der Neubausiedlung in der unmittelbaren Nachbarschaft ist ihr gewidmet.

## Kritik
Heute ist die Anlage in Privatbesitz einer Wohneigentümergemeinschaft. In ihrer Substanz wurde die Burg zwar größtenteils erhalten, verlor jedoch letztendlich durch den Ausbau mit modernen und exklusiven Eigentumswohnungen einiges von ihrem ursprünglichen Flair. Es war nicht möglich gewesen, die Burg zum Beispiel museal zu erhalten, da die finanziellen Mittel hierzu nicht aufgebracht werden konnten. Es gab allerdings auch keine Initiative seitens der Stadt oder der Bürger hierzu.